# Menophra serrataria
Menophra serrataria är en fjärilsart som beskrevs av Walker 1860. Menophra serrataria ingår i släktet Menophra och familjen mätare. Inga underarter finns listade i Catalogue of Life.